# Tekstil
 For alternative betydninger, se Stof.
Tekstil eller stof er fremstillet ved vævning, strikning, knytning, hækling, knipling af tråd, eller lavet af fibre, som er  filtet. Tekstilfremstilling er en gammel kunst, der er ændret næsten til ukendelighed ved masseproduktion og indførelse af moderne produktionsmetoder. En væver fra romertiden ville dog ikke have besvær med at genkende almindeligt vævet stof, tweed eller satin.
Mange tekstiler har været brugt i årstusinder, mens andre laves af kunstfibre og andre nye opfindelser. De første syntetiske tekstiler blev fremstillet i 1920'erne. De nyere intelligente tekstiler har fået tilført egenskaber og funktioner. Intelligente tekstiler kan indgå i tøj, møbelstoffer, medicinalindustriens bandager, byggebranchens geotekstiler og luftfartens brug af tekstiler. 

## Naturfibre
- Hør
- Hamp
- Taver af Stor Nælde
- Lindebast
- Pilebast
- Silke
- Uld
- Bomuld
- Sisal
- Kokos
- Jute
- Bambus

## Kunstfibre
- Acryl-fiber
- Lurex
- Spandex, tactel, lycra og andre 'stretch' stoffer
- Nylon-fiber
- Polyester-fiber
- Polypropylen (sælges under en række handelsnavne, f.eks. Olefin eller Herculon)
- Rayon-fiber
- Ninon

## Eksterne links
- http://www.ianr.unl.edu/pubs/homefurnish/g1316.htm Arkiveret 2. oktober 2003 hos  Wayback Machine